# پارادوکس بخت‌آزمایی
پارادوکس لاتاری از جمله ناسازنماهای شناخت‌شناسی صوری، و به‌طور ویژه در شاخه احتمالات بیزی، است. این ناسازنما نقشی کلیدی در مباحث شناخت‌شناسی صوری دارد. برای درک ناسازنما نیاز است که به دو مفهوم کیفی و کمی باور، و ارتباط میان آن‌ها آشنایی داشته باشیم.
در مفهوم کیفیِ باور، فرد به چیزی باور دارد یا ندارد. من باور دارم که دانشگاهِ شریف در تهران است. در مفهوم کیفیِ باور، به درجه باور توجه می‌شود. برای نمونه من شصت درصد باور دارم که فردا بارانی است. نظر متداول آن بود که اگر درجهٔ باورِ فردی بالای پنجاه درصد بود، آن شخص باور دارد و اگر زیر پنجاه بود عدم باور. اما ناسازنمای بخت آزمایی نشان می‌دهد که نه تنها پنجاه درصد بلکه هر آستانهٔ دیگری که در نظر گرفته شود، نمی‌تواند هدف مورد نیاز را برآورده کند چون به گزاره‌هایی می‌رسیم که فرد مورد نظر به تک تک آن گزاره‌ها عدم باور دارد ولی به فصل منطقی آن‌ها باور دارد! این ناسازنما انتقادی جدی به اصل پذیرش عقلانی است.
اصل پذیرش عقلانی:
- عقلانی است گزاره‌ای را که خیلی درست به نظر می‌رسد، بپذیریم. (مثلاً درجه احتمالش بسیار بالا باشد)
- غیرعقلانی است که گزاره‌ای را که خود ناسازگار است یا چند گزاره را که با هم ناسازگارند، بپذیریم.
- اگر عقلانی است مع گزاره الف را بپذیریم و عقلانی است که گزاره ب را بپذیریم، آن گاه عقلانی است که عطف و فصل منطقی هر دو گزاره را بپذیریم.

## ساختار ناسازنما
فرض کنید بخت آزمایی برگزار می‌شود که یک هزار نفر در آن شرکت کرده‌اند. هر بلیت یک هزارم احتمال برد دارد. پس درجه باور که برای نمونه بلیت الف ۱ می‌برد، برابر یک هزارم است. از آن جا که یک هزارم درجه بسیار پایینی است، می‌توانیم بگوییم که بلیت الف ۱ بازنده است. همین حالت برای هر بلیت دیگر مانند الف ۵۷۶ ام، هم وجود دارد. در نتیجه، هر بلیت به تنهایی بازنده است. از آن جایی که هر بلیت بازنده است، نتیجه می‌گیریم که همه بلیت‌ها بازنده هستند! از سوی دیگر، بدیهی است که باور داریم که یکی از بلیت‌ها به هر روی خواهد برد و همه بلیت‌ها بازنده نیستند.